# Razan Zaitouneh
Razan Zaitouneh (arabe : رزان زيتونة), née le 29 avril 1977, est une avocate syrienne et militante des droits de l'homme, portée disparue depuis son enlèvement le 9 décembre 2013 à Douma.

## Biographie
Razan Zaitouneh est l'un des membres fondateurs du Centre de documentation des violations en Syrie (VDC), organisation non gouvernementale ayant pour but de documenter les violations des droits humains, et du « Local Development and Small Projects Support », organisation à vocation humanitaire.
Razan Zaitouneh, partisane de la non-violence, défend les droits de l'homme en Syrie depuis 2001. Il lui est interdit de quitter le territoire syrien à partir de 2002.
Le 25 mars 2011, elle participe à un rassemblement silencieux appelant à la libération des prisonniers d'opinion, avec les « Chebab de Daraya » (les Jeunes de Daraya) et « al-Harak » (le Mouvement pacifiste syrien ou Mouvement syrien pour la non-violence), aux côtés de Souheïr al-Atassi ,.
En 2011, elle doit se cacher, ainsi que son mari, Waël Hamada, car ils sont recherchés par les autorités syriennes. Le 30 avril 2011, Abd al-Rahman, le frère de Waël, évite les services de renseignements sur son lieu de travail, puis est approché à son domicile à Damas. Abd al-Rahman est alors contraint d'appeler son frère pour le persuader de le rejoindre, sans parvenir à le joindre, puis est arrêté.
Le 12 mai, Waël est arrêté. En prison, il est interrogé sur le travail de sa femme en faveur des droits de l'homme, et, selon Amnesty international, serait victime de torture et mauvais traitements.
L’Observatoire pour la protection des défenseurs des droits de l’homme affirme que Waël Hamada et son frère « sont détenus dans un lieu inconnu pour forcer Razan Zaitouneh à se rendre».
Waël Hamada est libéré le 1er août 2011, en attente de son procès.
Les bureaux du VDC sont alors installés à Douma. Razan Zaitouneh collabore également avec le Centre syrien pour les médias et la liberté d'expression. C'est leur présence sur place à Douma qui permet aux militants de commencer à documenter le jour même de nombreux crimes de guerre, y compris des attaques chimiques, dont celle du 5 août 2013. Leur présence à Douma leur vaut également des menaces de mort.
En 2012, avec sa collègue Samira Khalil, elle rejoint les activités de l'association Women now for Development, créée par Samar Yazbek.
Le 21 août 2013, jour du massacre de la Ghouta, Razan Zaitouneh et trois de ses collègues se rendent dans les dispensaires de santé et centres de soin de la Ghouta orientale, afin de documenter ce qui est la plus importante attaque chimique du conflit. Majd al-Dik photographie plusieurs centaines de corps tandis que ses collègues consignent les informations concernant l'identité des victimes identifiées : dispensaires d'Irbin (près de trois cents cadavres), Kafr Batna, Hammourieh-Est (des centaines de femmes dans des linceuls) et Douma. Le quartier Al-Mazra de Zamalka est impossible à atteindre en raison de la concentration de gaz. Le Centre de documentation des violations établit ainsi une liste de 929 personnes décédées,.

## Disparition forcée
Le 9 décembre 2013, Razan Zaitouneh est enlevée en compagnie de trois autres personnes qui travaillaient avec elle au VDC : Waël Hamada, son mari, Samira al-Khalil et Nazem al-Hamadi, à Douma, où elle vivait depuis mars 2011 pour échapper aux forces gouvernementales. L'enlèvement aurait été commis par le groupe salafiste Jaych al-Islam selon des membres des Comités locaux de coordination de Syrie, un réseau de militants d'opposition,. Le dissident syrien Yassin al-Haj Saleh, époux de Samira Khalil, attribue la disparition complète au régime de Bachar el-Assad, il évoque la possibilité d'un accord entre le groupe armé rebelle et les services de renseignement du régime ou peut-être un échange de prisonniers, ce qui permettrait d'expliquer le secret complet de la disparition des « Quatre de Douma »,.   Deux témoins affirment avoir vu Razan Zaitouneh à Al-Tabah, lieu de détention alors sous le contrôle de Jaich al-Islam. 
En janvier 2020, Majdi Nema, un ancien cadre de Jaych al-Islam, suspecté d'être impliqué dans l'organisation de leur enlèvement et leur disparition forcée, est arrêté en France, qui se conclut par un non-lieu le 14 février 2024 pour ce chef d'accusation, malgré les témoignages recueillis pointant à la responsabilité du groupe armé.

## Distinctions
- 2011 : Prix Sakharov pour la liberté de pensée
- 2011 : Prix Anna-Politkovskaïa pour la défense des droits de l'Homme
- 2013 : Prix international Femme de courage
- 2014 : Prix Petra Kelly
- 2016 : Finaliste du Prix Martin Ennals

## Médias
- Razan Zaitouneh apparaît dans plusieurs épisodes de Democracy Now![19].